# جندان
جندان، مرکز و روستایی از توابع بخش رودشت شهرستان ورزنه در استان اصفهان ایران است.
هنر فرش بافی این روستا شهرت خاصی دارد.در این روستا مراسم خاصی به نام زار خاک در ایام تاسوعا و عاشورای محرم و 28 صفر برگزار میگردد.امامزاده علی ابن محمد ابن زید ابن موسی کاظم در این روستا از اماکن مذهبی و دارای احترام خاصی بین اهالی روستا میباشد. با دارا بودن چندین آموزشگاه دخترانه و پسرانه ، مراکز درمانی ، کارگاه های صنعت و تولیدی ، مراکز خرید و ... ایجاب کرده که نیاز خود و سایر روستاهای هم جوار را تامین کند.

## جمعیت
این روستا درشهرستان ورزنه قرار دارد و براساس سرشماری عمومی نفوس و مسکن در سال ۱۳۹۵، جمعیت آن برابر با '۱۹۹۸ نفر (۶۵۱ خانوار) بوده‌است.